# Frederick Cuming
Frederick William Cuming (Bradninch, 27 mei 1875 - Kensington, 22 maart 1942) was een Brits cricketspeler. 
Cuming won in 1900 met het Britse ploeg de gouden medaille op de Olympische Spelen in Parijs.

## Erelijst
- 1900 –  Olympische Spelen in Parijs team